# Friedrich Nicolovius
Matthias Friedrich Nicolovius (* 18. Mai 1768 in Königsberg; † 1836) war ein deutscher Verleger. Er war einer der Verleger von Immanuel Kant und Gründer der Gebrüder Borntraeger Verlagsbuchhandlung.

## Leben
Nicolovius war der Sohn des Hofrats Matthias Balthasar Nicolovius (1717–1778). Er hatte einen Zwillingsbruder Balthasar und einen älteren Bruder Georg Heinrich Ludwig Nicolovius (1767–1839), der preußischer Ministerialbeamter war. Nach dem Besuch des Collegium Fridericianum in Königsberg ging er in die Buchhändlerlehre bei Johann Friedrich Hartknoch in Riga. Ab 1790 hatte er einen Buchladen in Königsberg. Ab 1791 gab er die Königsbergischen Gelehrten Anzeigen heraus. Er veröffentlichte als Verleger neben Kant Johann Georg Hamann, August Kotzebue, Friedrich Heinrich Jacobi, Johann Heinrich Voß, Friedrich Leopold zu Stolberg-Stolberg, Johann Georg Schlosser. 1818 verkaufte er seinen Verlag an die Gebrüder Borntraeger.
Von Kant erschien bei ihm unter anderem: Zum ewigen Frieden (1795), Metaphysik der Sitten (1797), Streit der Fakultäten (1798), Die Religion innerhalb der Grenzen der bloßen Vernunft  (1793), Anthropologie in pragmatischer Hinsicht (1798), Über eine Entdeckung, nach der alle neue Kritik der reinen Vernunft durch eine ältere entbehrlich gemacht werden soll (1790).